# Droga wojewódzka 229
Die Droga wojewódzka 229 (DW 229) ist eine Woiwodschaftsstraße in Polen innerhalb der Woiwodschaft Pommern. Auf einer Länge von 24 Kilometern verbindet sie den östlichen Teil des Powiat Starogardzki (Kreis Preußisch Stargard) mit der Südregion des Powiat Tczewski (Kreis Dirschau).

## Straßenverlauf
Woiwodschaft Pommern:
Powiat Starogardzki (Kreis Preußisch Stargard):
- Jabłowo (Groß Jablau) (→ DW 222: Danzig – Starogard Gdański (Preußisch Stargard) – Skórcz (Skurz))

X Staatsbahn (PKP)-Linie 243: Starogard Gdański – Skórcz X
- Lipinki Szlacheckie (Lippinken)

~ Węgiermuca (Wengermuz) ~
Powiat Tczewski (Kreis Dirschau)
- Ropuchy (Roppuch)
- Pelplin (→ A 1: Rusocin (Russoschin) – Gorzyce (Gorschütz)/Tschechien), DW 225 zum Bahnhof Pelplin, und DW 230: Wielgłowy (Felgenau) – Cierzpice (Czierspitz/Zierspitz) (- Gniew (Mewe)), außerdem DW 225: Pelplin – Bahnhof Pelplin

X PKP-Linie 131: Chorzów (Königshütte) – Tczew (Dirschau) X
- Wola (Wolla)
- Rudno (Rauden) (→ DK 1 (Europastraße 75): Danzig – Cieszyn (Teschen)/Tschechien)
- Wielki Garc (Groß Gartz)
- Małe Walichnowy (Klein Falkenau)
- Wielkie Malichnowy (Groß Falkenau)